# Doctrine Germain
Pour les articles homonymes, voir Germain.
La doctrine Germain, du nom du banquier lyonnais  Henri Germain (1824-1905), fondateur du Crédit Lyonnais, préconise la mise en place de différentes règlementations bancaires, dont la plus remarquée est la séparation des banques de dépôt des banques d'investissement et inspirera le mouvement des spécialisations des banques qui suivit le krach boursier de 1882, puis en 1933 aux États-Unis le Glass-Steagall Act sous la présidence Roosevelt.

## L'origine
Henri Germain, qui avait pressenti dès le printemps 1881 qu'une bulle spéculative sur les marchés se créait, avait alors réduit l'activité de sa banque qui avait jusqu'alors connue une expansion nationale et internationale très rapide. Il limite les crédits et les engagements, de manière à pouvoir faire face à d'éventuels retraits massifs de ces clients en cas de crise. En janvier 1882, la bourse française s'effondre, le plus gros krach que la France ait connu, provoqué par l'effondrement de la banque Union générale.
Henri Germain élabora alors dès 1882, une doctrine bancaire qui va porter son nom et qui a fortement contribué à inspirer le mouvement de spécialisation du secteur bancaire intervenu entre les années 1880 et 1914 – donc avant les lois imposant cette spécialisation adoptées en 1941 et 1945.

Cette doctrine : 
1. édicte les règles de gestion adaptées aux différents types banques et notamment aux banques de dépôt.
2. préconise de distinguer au sein du secteur bancaire les banques de dépôts des banques d'investissement ou d'affaires.
3. met en cause le projet de « banques universelles » qui avait été caressé lors de la fondation de la Caisse générale du commerce et de l'industrie (1837, Jacques Laffitte) mais surtout appliqué avec la fondation du Crédit mobilier (1852, frères Pereire), du Crédit lyonnais (1863) et de la Société générale (1864).

La « doctrine Germain » met en garde contre la non-séparation des activités de banque de dépôt de celles de banque d'investissement ou banque d'affaires. La confusion des rôles pouvant créer les conditions pour l'établissement d'un risque majeur de liquidité résultant d'un écart trop important entre l'échéance courte de leur financement — dettes à court terme représentées principalement par les dépôts à vue des particuliers qui peuvent les retirer à tout moment — et l'échéance longue de leurs engagements — matérialisés sous la forme de prêts industriels remboursables à moyen - 2 à 5 ans - ou long terme, plus de 5 ans.
De la sorte, un établissement financier peut être confronté à une sérieuse crise de liquidité, qui débouche sur une perte de crédibilité dont il ne pourra s'extraire que par de nouveaux concours extérieurs ou par le soutien public. 
Loin de s'opposer au placement de l'épargne dans des projets industriels et des prêts obligataires à long terme, la « doctrine Germain » préconise de faire des banques de dépôts de simples intermédiaires entre les industriels et les épargnants, chargés du placement des actions et des obligations émises.
À ce titre, le Crédit lyonnais et les autres grandes banques de dépôt deviennent, dès 1872, des rouages indispensables des grandes opérations de placement de rentes du Trésor, d'obligations des chemins de fer ou d'États étrangers, d'actions d'entreprises industrielles ou commerciales.

## Critiques et bilan de la séparation des activités des banques de dépôt de celles des banques d'investissement ou d'affaires
Le débat concernant le bien-fondé de la spécialisation des fonctions bancaires est encore aujourd'hui largement ouvert.

### Les adversaires
- La Société générale – qui avait accepté de se plier aux règles de prudence de la « doctrine Germain » – a cependant failli être emportée par une crise de liquidité au printemps 1914, donc avant le déclenchement de la guerre. Sa survie semble surtout avoir été assurée par un soutien apporté par la Banque de France, dans le cadre d'un moratoire général mis en place dès le mois d'août 1914. Il est vrai que cette banque avait particulièrement tardé et fut parmi les grandes banques de dépôts une des dernières à pratiquer la « doctrine Germain ».
- Les « anti-Germain » avancent que la spécialisation bancaire a des effets ambivalents sinon néfastes sur la croissance économique. Selon eux — voir la controverse dite de Lysis et Testis[Note 1]. Le rôle des établissements de crédit en France" : (les surnoms respectifs du journaliste Eugène Letailleur et du banquier Alexis Rostand[2]) entre 1906 et 1907 — elle contribue à rationner le crédit à destination des entreprises, ce qui pèse sur la croissance. La France de l'époque disposait d'un considérable excédent d'épargne, manifesté tant par les achats continus d'emprunts étrangers que par le gonflement des avoirs en métaux précieux.
- Pendant et après la Seconde Guerre mondiale, l'État a encouragé au contraire le financement des crédits à long terme par les dépôts en permettant le « découpage » de ces crédits en séries (on parle de « chaînes ») d'effets à court terme, donc susceptibles d'entrer parmi les placements des banques de dépôt.
- L'intention de développer ce mode de financement aboutira à partir de 1963, puis surtout des réformes Debré-Haberer de 1966-1967 (Michel Debré est alors ministre de l'Économie et des Finances et Jean-Yves Haberer son conseiller technique), à demander aux banques publiques de dépôts de « nourrir », c'est-à-dire de financer à long terme une part croissante de ces crédits de financement de l'industrie.
- Le résultat de cette injonction fut de rapprocher, très modérément, ces banques de dépôts du modèle de la banque universelle, ou d'atténuer la spécialisation imposée par les lois de 1941 et 1945 entre banques de dépôts et banques d'affaires.

### Les partisans
- En revanche, l'aspect très positif, cette « doctrine Germain » a contribué à stabiliser le système bancaire français, en réduisant les variations de taux et en limitant les crises et paniques bancaires générales, après le choc de 1882 (faillite de l'Union générale et krach de la place de Lyon).
- Ce mouvement de spécialisation bancaire entraînant les banques de dépôts vers des placements liquides se retrouve d'ailleurs en Angleterre à la même époque, avec l'émergence des Big Five et des effets tout aussi positifs sur la stabilité du système bancaire en général.
- Henri Germain répondait aux critiques sur un frein à l'investissement en indiquant que sa doctrine bénéficiait indirectement à l'industrie et au commerce car la plus grande sécurité des dépôts des particuliers entrainait une moindre rémunération de ceux-ci entrainant une baisse du taux d'ecompte des créances commerciales des entreprises[2]. Celui-ci passa d'environ 5% de 1847 à 1866 à 2,34% de 1893 à 1912[2], entrainant, selon le Crédit lyonnais, des économies pouvant être évaluées alors à 125 millions de francs par an au cours des années 1890-1900 par l'industrie et le commerce français[2].
- Toutefois, la controverse entamée vers 1900 sur le rôle supposé négatif de cette prudence dans le placement des dépôts à court terme a légitimé l'intervention de l'État, d'abord sous la forme d'une commission parlementaire — la commission Caillaux en 1911 — puis par des interventions directes visant à faciliter les prêts à long terme : loi de 1917 sur le Crédit populaire et les Sociétés de caution mutuelle ; création du Crédit national en 1919, etc.

## La dérégulation
La « doctrine Germain » et ses équivalents (le Glass-Steagall Act est adopté en 1933 aux États-Unis) se sont peu à peu effacés de la pratique des banques, sous la pression des partisans de la déréglementation ou dérégulation.

Ainsi en France :
- en 1966, levée de la séparation entre banque de dépôts et banques d'affaires ;
- la disparition du réescompte de la Banque de France comme instrument central de la régulation du système bancaire et monétaire ;
- à compter de 1971, au profit d'une politique dite d'open market.

Ainsi aux États-Unis :
- après la crise de 1929, avait été introduite une sorte de séparation entre les fonctions bancaires ;
- mais en 1999, le Glass-Steagall Act (1933) — adopté au lendemain de la crise de 1929 — est aboli par la présidence Clinton par le Gramm-Leach-Bliley Act Financial Services Modernization Act

On notera cependant qu'aux États-Unis, le financement des entreprises s'opère majoritairement par financement direct sur les marchés, alors que dans les pays européens les banques jouissent d'une position prépondérante dans ce type de financement.

## Retour vers la régulation?
Les effets dévastateurs de la crise financière mondiale de 2007-2010 remettent à l'ordre du jour cependant la question d'une séparation des fonctions bancaires :
- en décembre 2009, le sénateur républicain John McCain (Arizona), la sénatrice démocrate Maria Cantwell (État de Washington) et l’ancien gouverneur de la Réserve fédérale Paul Volcker avancent l’idée d’un retour au Glass-Steagall Act par le biais d’une remise en vigueur du texte de loi originel (Banking Act de 1933).
- le Dodd–Frank Wall Street Reform and Consumer Protection Act de juillet 2010 est partiellement inspiré de cette proposition.
- en Europe, un nombre grandissant d’experts appellent également à l’adoption de législations bancaires strictes inspirées du Glass-Steagall Act.

## Amorces d'une nouvelle réglementation?
Le souci et le principe de prudence chers à Henri Germain semblent inspirer la conception d'un nouveau cadre d'exercice de la profession bancaire et des activités financières en général :
- Solvabilité II, série de dispositions arrêtées à l'échelon européen concernant les sociétés d'assurances.
- Bâle I, Bâle II, Bâle III, série d'accords applicable à l'échelon mondial qui renforcent l'exigence et le niveau des fonds propres requis pour exercer une activité bancaire ou financière, ainsi que la surveillance de cette exigence.

La « doctrine Germain » demeure cependant aujourd'hui comme un rappel de ce qu'une banque, aussi puissante soit-elle, doit examiner en permanence l'équilibre existant entre d'une part l'origine et d'autre part l'emploi de ses fonds. Vérité élémentaire qu'ont sans doute oublié certains des promoteurs de la « banque à-tout-faire » dont on a vu la faillite retentissante en 2008 : les grandes faillites qui se produisent concernent des établissements qui se financent sur les marchés à court terme et dans le même temps engagent ces fonds dans des investissements à moyen et long terme.